# Kolonia Sielce
Kolonia Sielce (do 1998 Sielce-Kolonia) – wieś sołecka w Polsce położona w województwie mazowieckim, w powiecie białobrzeskim, w gminie Stromiec.
| SIMC    | Nazwa   | Rodzaj     |
| ------- | ------- | ---------- |
| 0639021 | Chmal   | przysiółek |
| 0639038 | Muszary | część wsi  |

W latach 1975–1998 miejscowość administracyjnie należała do województwa radomskiego.
Wierni kościoła rzymskokatolickiego należą do parafii św. Teresy od Dzieciątka Jezus w Dobieszynie.